# Adelheid van Anhalt-Bernburg-Schaumburg-Hoym

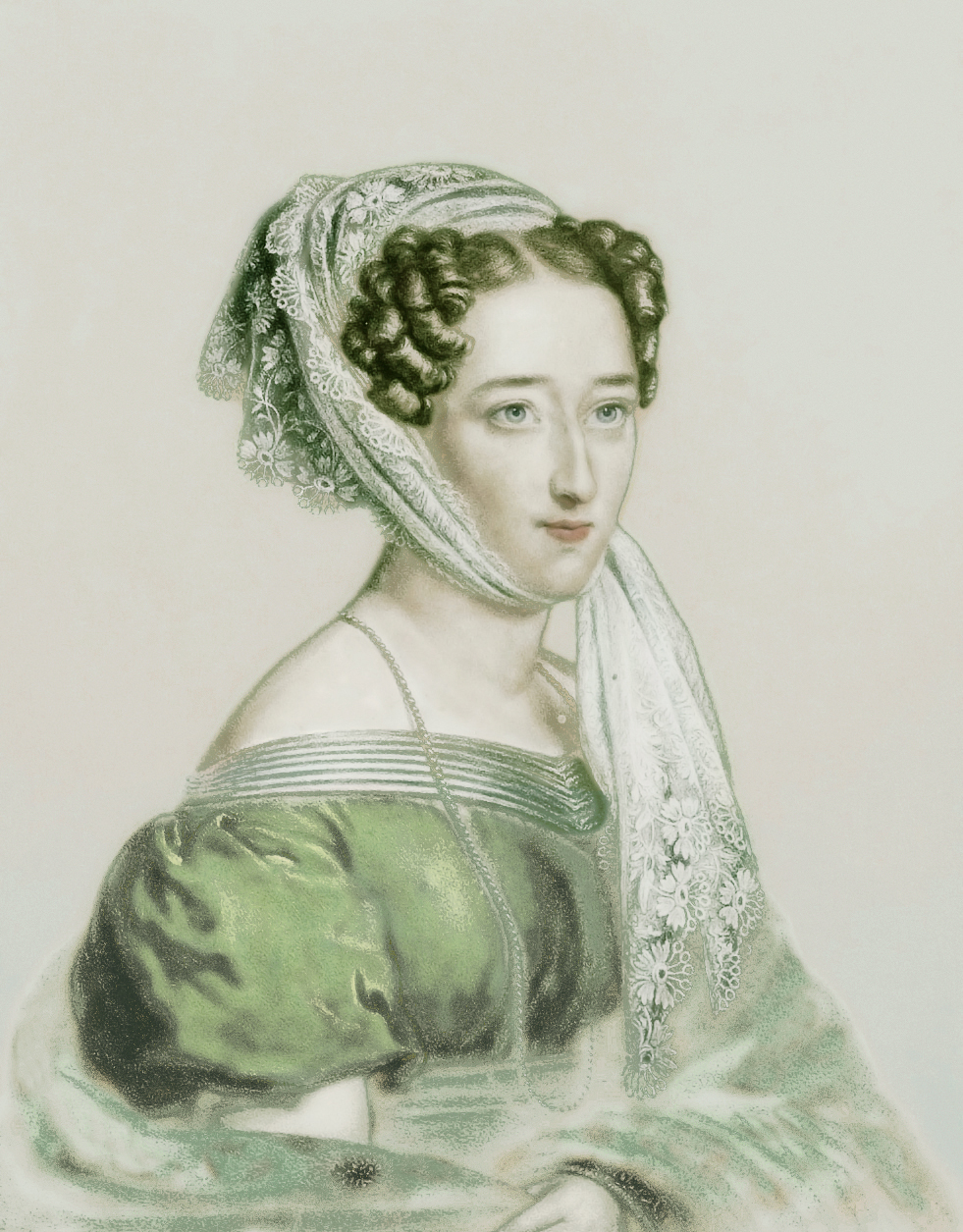
Adelheid van Anhalt-Bernburg-Schaumburg-Hoym

Adelheid van Anhalt-Bernburg-Schaumburg-Hoym (Hoym, 23 februari 1800 — Oldenburg, 13 september 1820), prinses van Anhalt-Bernburg(-Schaumburg)-Hoym, was de tweede dochter van vorst Victor II van Anhalt-Bernburg-Schaumburg-Hoym en Amalia van Nassau-Weilburg. 
Zij trouwde op 24 juli 1817 met August van Oldenburg, erfgroothertog van Oldenburg, die een zoon was van hertog Peter I Frederik Lodewijk en Frederika van Württemberg. Het paar kreeg twee kinderen:
- Amalia Frederika Maria (1818-1875), gehuwd met Otto I van Griekenland
- Elisabeth Maria Frederika (1820-1891), gehuwd met Freiherr Maximilian Emanuel van Washington.

Na de geboorte van haar jongste dochter, overleed Adelheid in het kraambed. Haar weduwnaar zou later hertrouwen met haar zuster Ida, die na de geboorte van haar enige zoon, Nicolaas Peter Frederik, eveneens zou overlijden in het kraambed. Dit was overigens ook haar oudere zuster, Hermine overkomen.